# Повітряне охолодження

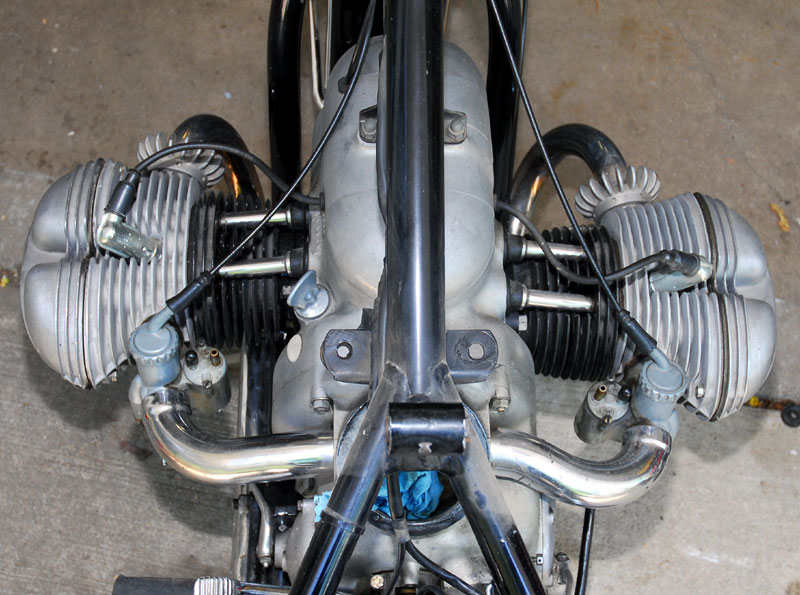
Радіатори системи охолодження двоциліндрового мотоциклетного двигуна

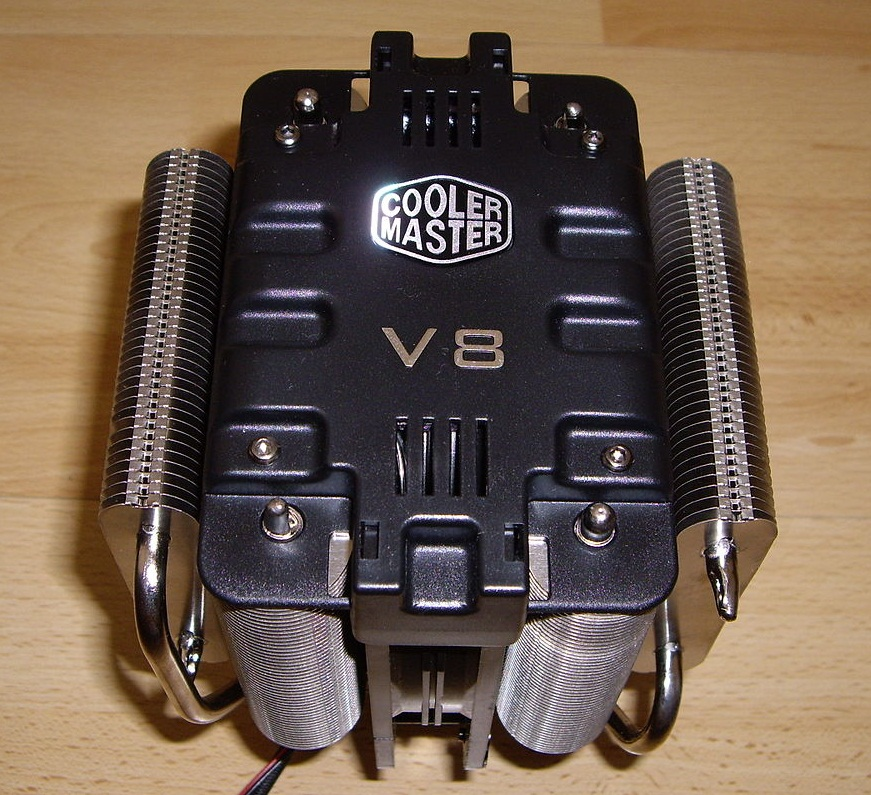
Система активного охолодження Cooler Master V8 для комп'ютерного процесора

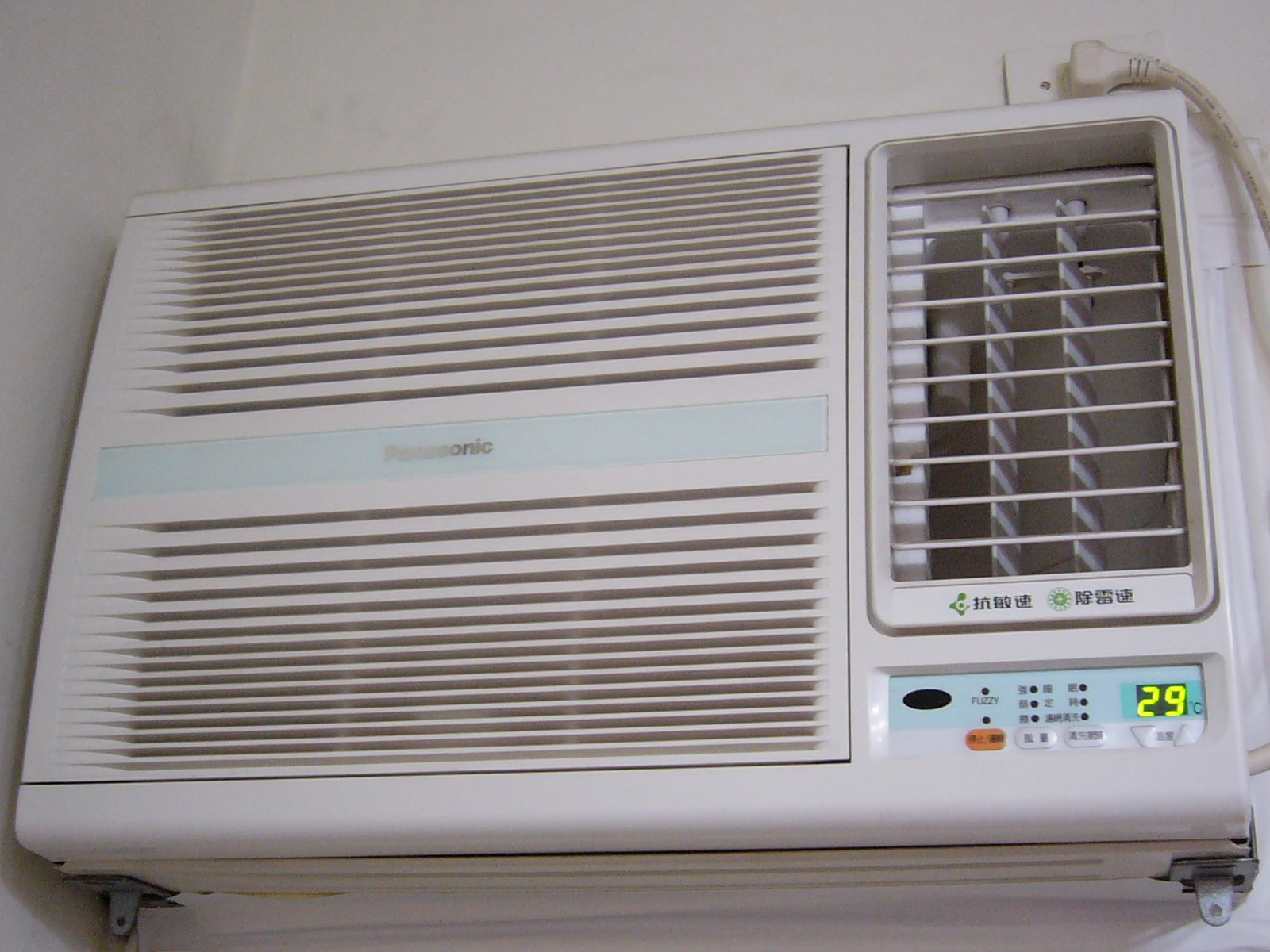
Решітка системи повітряного охолодження побутового кондиціонера

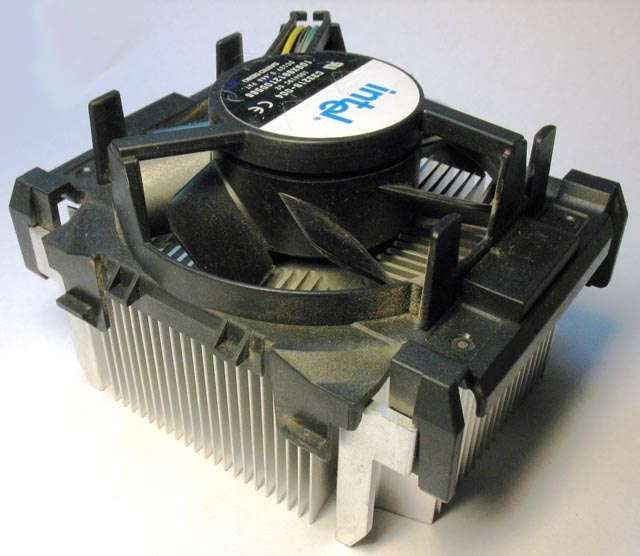
Система активного повітряного охолодження процесора Intel

Повітряне охолодження — охолодження деталей машин, агрегатів або інших елементів, яке досягається за рахунок теплообміну між об'єктом охолодження та повітрям.
Ефективність охолодження визначається кількістю теплової енергії, яка відводиться з одиниці площі охолоджуваної поверхні, яка, в свою чергу, визначається різницею температур повітря і охолоджуваної поверхні, масою повітря та площею охолоджуваної поверхні. Для збільшення площі та відводу нагрітого повітря від охолоджуваної поверхні облаштовують радіатори та забезпечують їх примусовий обдув, а в окремих системах, наприклад побутових кондиціонерах — примусове зволоження зони теплообміну.
Перевагами систем з повітряним охолодженням є менша вага та простота виготовлення; недоліками — більші габарити, нерівномірність температури в різних точках охолоджуваного об'єкта, що є наслідком низької теплоємності та теплопровідності повітря та призводить до низької тепловіддачі. Як наслідок, ці системи застосовують в авіаційних, мотоциклетних і деяких спеціальних двигунах, для яких переваги таких систем є вирішальними, а недоліки несуттєвими.
Принципи повітряного охолодження також застосовуються в градирнях. Їх висока ефективність (як і, наприклад, в побутових кондиціонерах) досягається випаровуванням рідини (води) в зоні теплообміну, за рахунок чого істотно зростає ефективність системи.
При повітряному охолодженні повітря повинне бути холоднішим за охолоджуваний об'єкт або поверхню. Це обумовлено другим законом термодинаміки, який визначає, що тепло може рухатись лише від більш нагрітого тіло до більш холодного. В окремих випадках за рахунок випаровування рідини в зоні теплообміну вдається досягти температури, нижчої за температуру повітря.
Розрахунок систем повітряного охолодження ускладнюється необхідністю врахування умов конвекції повітря, аеродинамічного опору охолоджуваної поверхні тощо, тому конструювання систем повітряного охолодження виконується переважно за результатами експериментів.

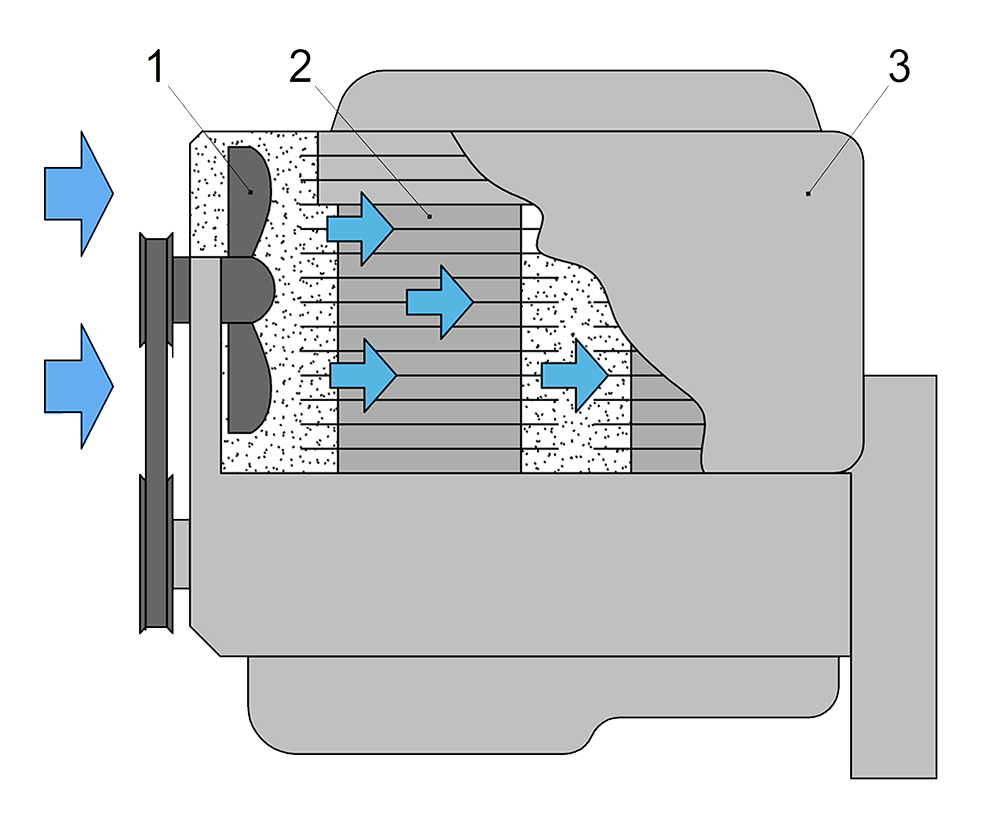
Схема примусового повітряного охолодження двигуна: 1 — осьовий вентилятор; 2 — ребра; 3 — дефлектор (напрямний кожух)

## Система повітряного охолодження (ДВЗ)
У повітряній системі охолодження необхідний температурний режим двигуна забезпечується повітряним потоком.
У двигунах з такою системою для збільшення площі охолодження на циліндрах наявні ребра. У мотоциклів, цих ребер та набігаючого потоку повітря буває достатньо (природне повітряне охолодження), а в автомобілів, де двигун знаходиться у закритому просторі для створення та спрямування потоку повітря застосовується осьовий вентилятор та кожухи — дефлектори (примусове повітряне охолодження).
Крім того наплив повітря до мотовідсіку може регулюватись керованими термостатами заслінками (система терморегуляції).
Повітряне охолодження двигуна було популярним на післявоєнних малолітражках: Citroën 2CV, Volkswagen Käfer, Fiat 500 тощо. Однак така система встановлювалась не тільки на двигунах з малим робочим об'ємом, приклади — Chevrolet Corvair, Porsche 911. Майже усі автомобілі марки Tatra — зокрема представницькі та вантажівки мають повітряне охолодження двигуна. У СРСР такі двигуни встановлювались на «Запорожцях» та «Волинянках», тракторах Т-40, Т-330 тощо.
На даний момент повітряне охолодження двигунів застосовується на автомобілях вкрай рідко.

## Порівняння зрідинним охолодженням

#### Переваги

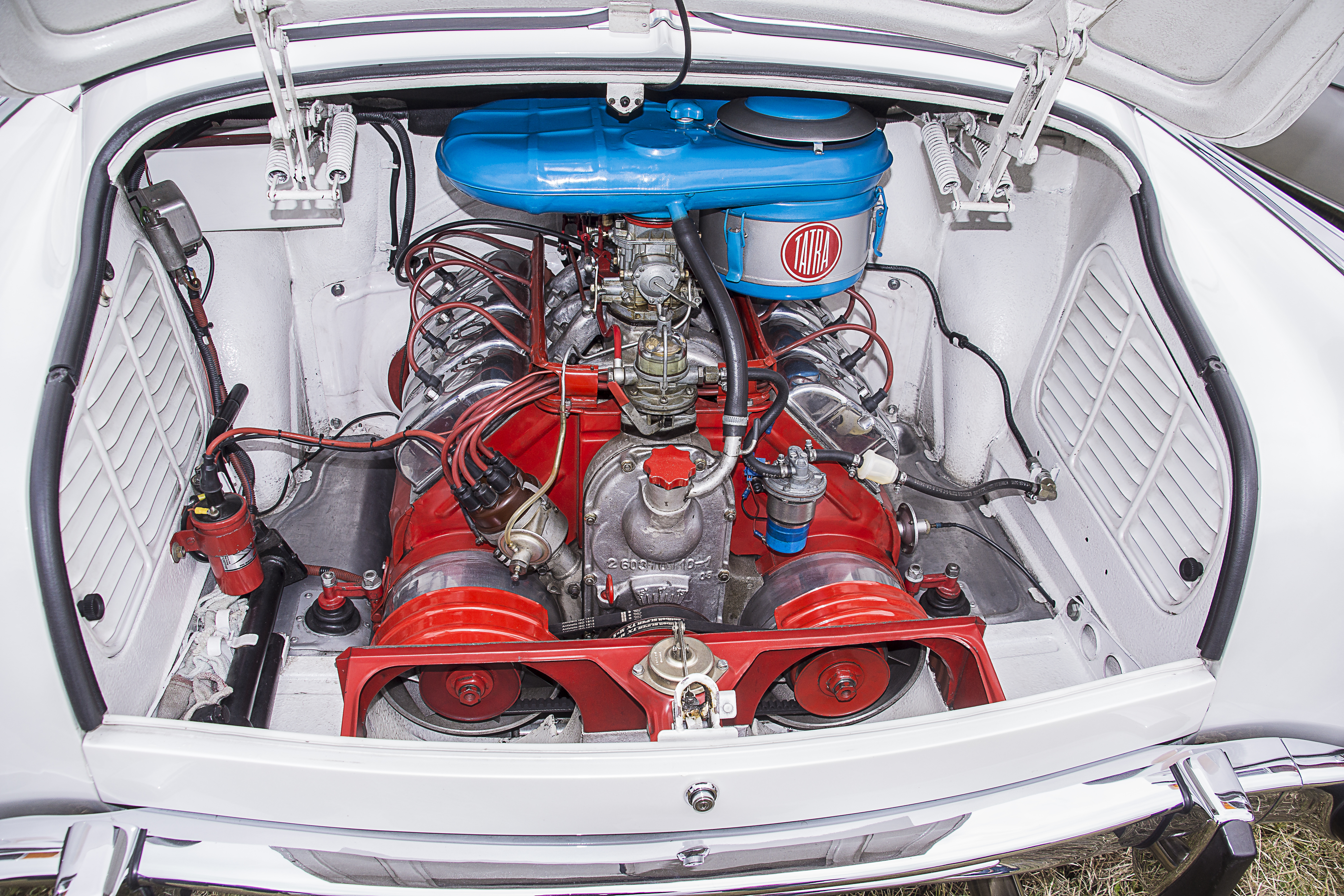
V-подібний двигун Tatr'и 603 має два осьових вентилятори, а приток повітря до мотовідсіку регулюється керованими термостатами заслінками

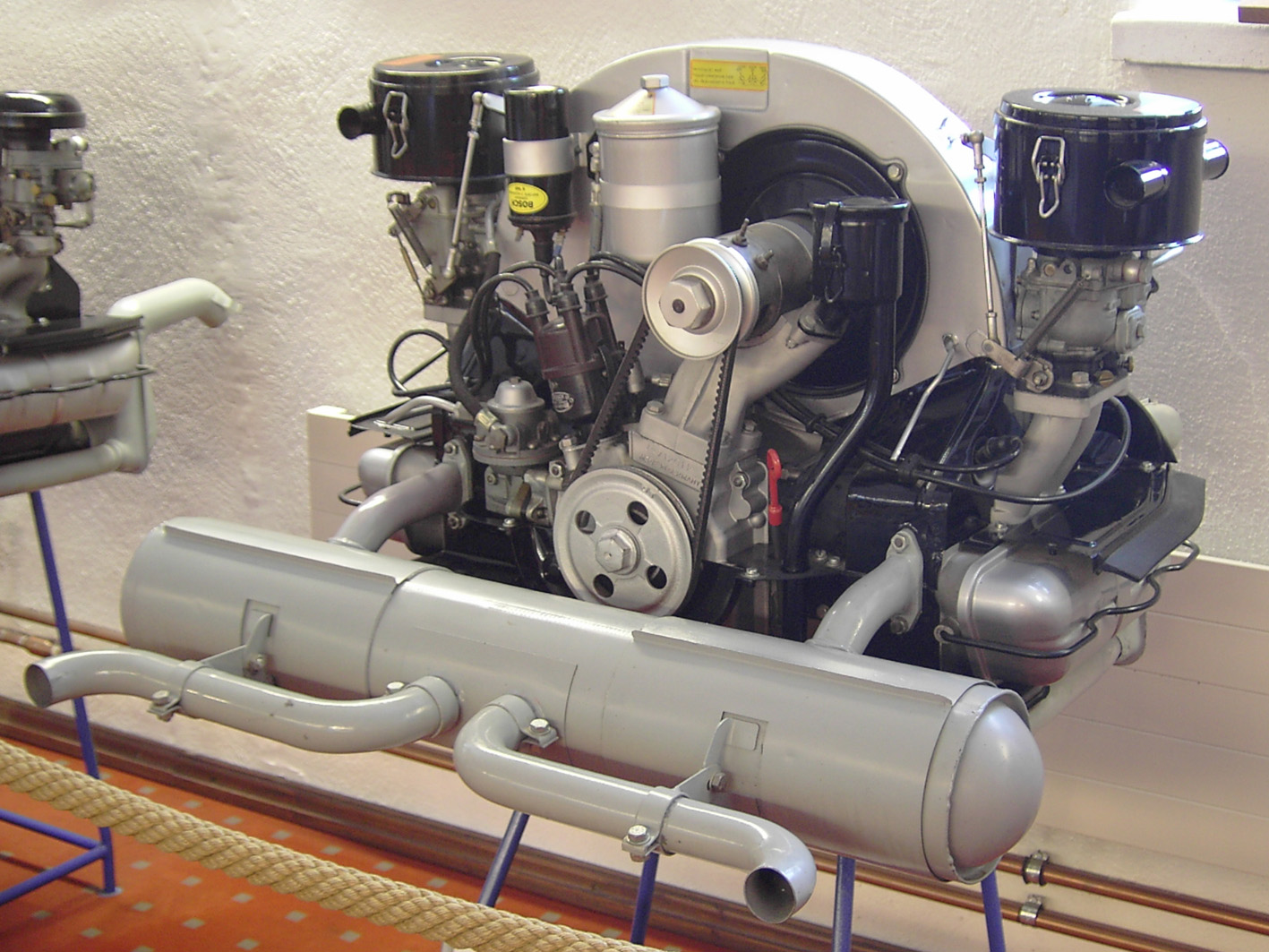
Опозитний двигун Porsche 356 з повітряним охолодженням

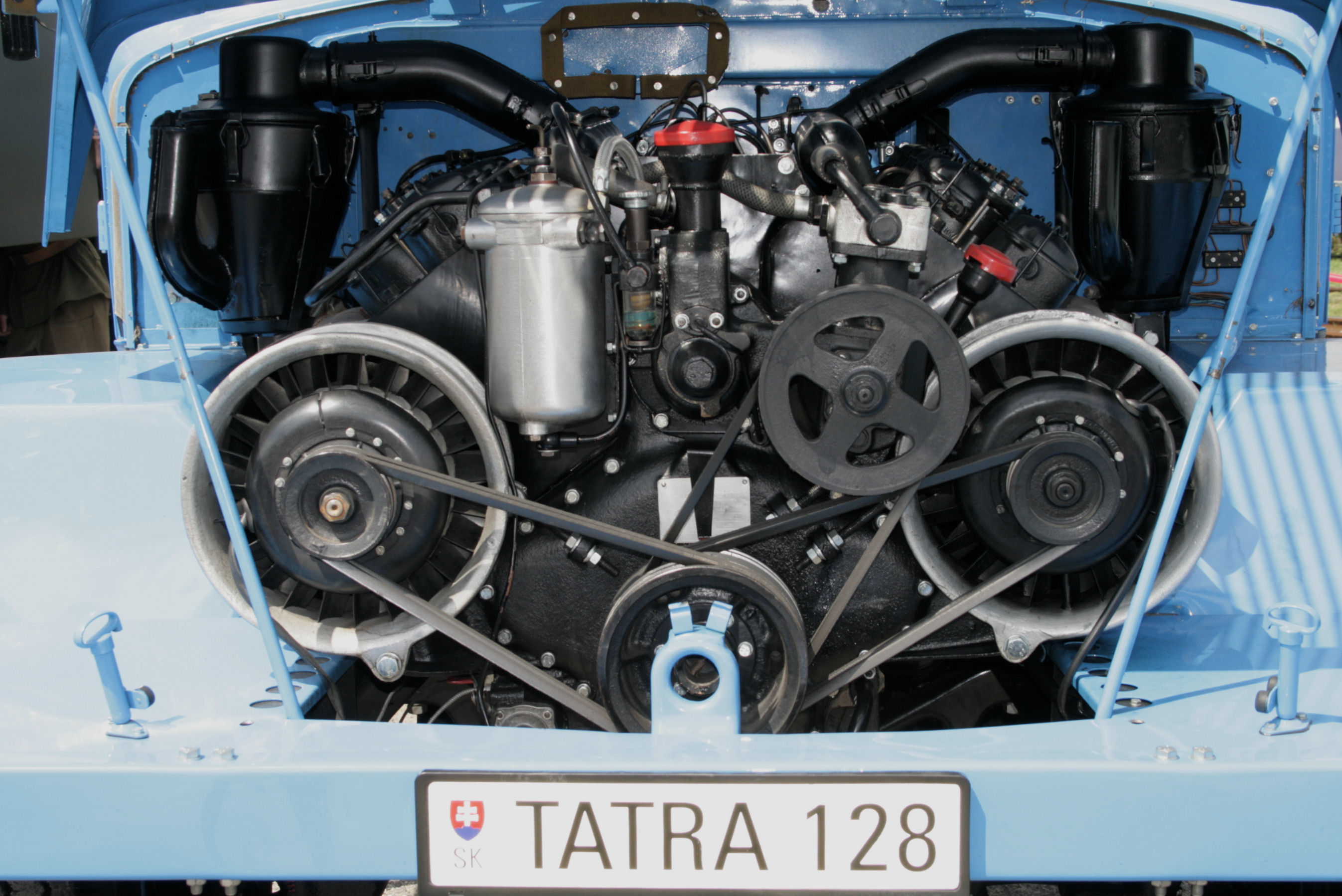
Дизельний двигун вантажівки Tatra 128

- Простота конструкції (відсутність охолоджуючої рідини, радіатора, сорочки охолодження, термостату, водяної помпи, патрубків тощо) й пов'язана з нею зручність експлуатації[1];
- Менша маса (причина поширення повітряного охолодження на поршневих авіаційних двигунах);
- Швидший прогрів;
- Менший знос циліндрів, обумовлений меншою конденсацією парів бензину та води на їх стінках через більшу робочу температуру;
- Менша чутливість до коливань температури[2].

#### Недоліки
- Шумність обумовлена відсутністю сорочки охолодження та наявністю вентилятора. Ребра на циліндрах та головці в певній мірі також цьому сприяють;
- Близько 10-15 % потужності двигуна затрачається на привід вентилятора (Наприклад, у ЗАЗ-968М частота обертання вентилятора сягає до 6200 хв−1, а споживає він 3 к. с. потужності[3]);
- Деяке погіршення наповнення циліндра (погіршене масове наповнення циліндра при більшій температурі), через що при однакових частотах обертання колінчастого вала й інших параметрах двигун з повітряним охолодженням розвиває дещо меншу потужність.
- Більша теплова напруженість окремих деталей;
- Нерівномірність обдуву;
- Чутливість до якості та стану оливи (на двигунах з такою системою охолодження наявні оливний радіатор та відцентровий фільтр тонкого очищення оливи);
- Більші габарити двигуна[4];
- Складність виготовлення[4];
- Дещо утруднене опалення салону (як правило обігрівач салону виконується автономним й працює на паливі).

Мала ефективність повітряного охолодження обумовлена низькою теплоємністю повітря (питома теплоємність повітря в 4 рази менша ніж у води).
Оптимальним температурним режимом двигуна з повітряним охолодженням вважається такий, при якому температура оливи у системі мащення становить 70—110°С на усіх режимах роботи двигуна. Це можливо за умови, що з охолоджуючим повітрям у навколишнє середовище розсіюється до 35 % теплоти, що виділяється при згорання палива у циліндрах двигуна.
Повітряна система охолодження мала розповсюдження на дизелях, оскільки їх робочий цикл проходить при нижчих температурах ніж у двигунах з іскровим запалюванням.

### Приклади автомобілів, двигуни яких мають (чи мали) повітряне охолодження
- Автомобілі з двигунами МеМЗ-965/966/968 (усі «Запорожці» та «Волинянки»)
- ГАЗ-4301, ГАЗ-3301 (серійно не виготовлявся)
- Trabant (500, 600, 601)
- Magirus-Deutz 232 D 19
- Volkswagen Käfer, Porsche 356, VW Karmann Ghia, Volkswagen Typ 3, VW Transporter T1, T2, T3
- Volkswagen Typ 4
- NSU Prinz
- Porsche 911
- Porsche 912
- VW-Porsche 914
- Fiat 500, Fiat 126
- Усі автомобілі Tatra, Praga V3S (з двигуном Tatra)
- Citroën 2CV, GS, GSA
- Panhard Dyna Х, Dyna Z
- Oltcit Club
- Chevrolet Corvair
- Volkswagen Gol І
- Honda 1300